# Хили, Киан
Киан Оуэн Джеймс Хили (англ. Cian Eoin James Healy, родился 7 октября 1987 года в Дублине) — ирландский профессиональный регбист, выступающий за «Ленстер» и сборную Ирландии на позиции столба. Рекордсмен сборной по количеству сыгранных матчей – 134 игры. В 2013 году был вызван в состав Британских и ирландских львов.

## Клубная карьера
Хили дебютировал в профессиональном регби когда ему было 19 лет. В предпоследнем матче сезона с «Бордер Рейверс» 5 мая 2007 года он вышел на замену и провёл на поле 16 минут. В следующем сезоне, закончившемся для «Ленстера» победой в Кельтской лиге, Киан провёл 13 матчей, в которых занёс по попытке «Глазго Уорриорз» и «Ольстеру». Год спустя Хили выиграл свой первый Кубок Хейнекен, где выходил в стартовом составе во всех матчах плей-офф, в том числе и в финале против «Лестер Тайгерс» на «Мюррейфилде», закончившимся победой со счётом 16:19.
В сезоне 2010—2011 «Ленстер» попал сразу в два финала — Кубка Хейнекен и Кельтской лиги. В решающем матче главного клубного турнира Европы против «Нортгемптон Сэйнтс» Хили вышел с первых минут. Ирландский клуб одолел соперника со счётом 33:22, а континент стал свидетелем невероятного перфоманса Джонатана Секстона, который заработал в матче 28 очков. Через 10 дней состоялся второй финал, но в этот раз клуб проиграл «Манстеру» и не сумел оформить дубль, а Хили начинал встречу на скамейке запасных и вышел на поле лишь на 58-й минуте матча. В январе 2011 года Хили подписал новую двухлетнюю сделку с Ирландским регбийным союзом.
В следующем сезоне «Ленстер» повторил прошлогодний результат, вновь выйдя в оба финала. В полуфинале Кубка Хейнекен против французского «Клермона» Киан занёс единственную попытку матча, чем помог команде отыграться со счёта 12:6 после первого тайма до 15:19 во втором. 19 мая 2012 года на «Туикенеме» клуб выиграл главный европейский кубок в третий раз за четыре года, а Хили приземлил попытку. Перед финалом Про12 регбист получил травму и не смог участвовать в матче против «Оспрейз», закончившимся поражением 30:31.
В 2013 году «Ленстер» не сумел пробиться в четвертьфинал Кубка Хейнекен и попал в плей-офф Европейском кубке вызова, втором по статусу регбийном еврокубке. Клуб без особых проблем дошёл до финала первенства, в котором встретился со «Стад Франсе». Игра закончилась со счётом 34:13 в пользу ирландской команды, Хили вышел на замену и занёс свою очередную попытку. Спустя несколько дней Киан стал и триумфатором Про12, обыграв в финальном матче «Ольстер». В середине сезона регбист вновь продлил свой контракт с союзом и клубом, на этот раз соглашение рассчитано на три года.
Хили получил травму лодыжки в игре за Британских и ирландских львов летом 2013 года, поэтому в сезоне 2013—2014 провёл за клуб лишь 14 матчей, периодически выбывая из-за рецидивов. Киан успел полностью восстановиться к финальному матчу Про12 против «Глазго Уорриорс», который был выигран со счётом 34:12.
В сентябре 2014 года Хили серьёзно травмировал заднюю поверхность бедра, из-за чего перенёс операцию и пропустил 5 месяцев, вернувшись в основной состав «Ленстера» только к игре против «Цебре» 19 февраля 2015 года. В феврале 2016 года регбист подписал с Ирландским регбийным союзом новое трёхлетнее соглашение.

## Международная карьера
В первый раз Хили вызвали в состав сборной Ирландии на Кубок шести наций 2008, но ни в одном матче игрок на поле не выходил. Регбист сыграл за сборную спустя почти два года в тестовых матчах ноября 2009 года, дебютировав в стартовом составе против сборной Австралии (20:20). Через три месяца Хили дебютирует и в Кубке шести наций во встрече с Италией и выходит на поле во всех остальных матчах турнира. Свою первую попытку за сборную ирландец занёс 22 августа 2011 года в игре против сборной Франции. Хили попал в состав сборной на чемпионат мира 2011 года и вышел на поле в трёх матчах группового этапа и четвертьфинале. После победы над Австралией со счётом 15:6 Киан был назван в числе лучших игроков матча.
В игре против Англии Кубка шести наций 2013 Хили крайне грубо сыграл против пропа англичан Дэна Коула и был отстранён на три недели, что означало пропуск важных матчей с Шотландией и Францией. Регбист подал апелляцию и наказание сократили до двух недель, что позволило Киану сыграть с французами. В апреле того же года Хили попал в состав Британских и ирландских львов в турне по Австралии. Первый матч «Львы» провели в Гонконге, где выиграли «Барберианс», а Хили вышел на замену вместо Мако Вуниполы. В следующей игры против «Вестерн Форс» Киан вышел в основном составе, но вынужден был покинуть поле уже в первом тайме из-за травмы лодыжки.
Несмотря на проблемы с лодыжкой, Хили выходил в стартовом составе каждого матча Кубка шести наций 2014 и приземлил попытку в матче со сборной Италии, закончившемся победой 46:7. В следующей игре «зелёные» обыграли французов и Киан впервые в своей карьере выиграл международный турнир со сборной Ирландии. Следующий Кубок шести наций вновь стал победным для команды, однако из-за сентябрьской травмы ноги Хили вышел в стартовом составе лишь в последней игре против Шотландии.
В апреле 2015 года Киан получил травму шеи, из-за чего участие в предстоящем чемпионате мира долгое время оставалось под вопросом. Несмотря на отсутствие игровой практики, регбиста включили в заявку сборной на турнир. Хили вышел на поле во всех пяти играх, в том числе и в проигранном Аргентине четвертьфинале.
В Кубке шести наций 2018 года именно стараниями Хили команда одержала итоговую победу и выиграла Большой шлем: Хили выходил в стартовом составе в четырёх из пяти встреч, в том числе в решающей игре против англичан на «Туикенеме».

## Достижения
«Ленстер»
- Кельтская лига/Про12 (3): 2007/08, 2012/13, 2013/14
- Кубок Хейнекен (3): 2008/09, 2010/11, 2011/12
- Европейский кубок вызова (1): 2012/13

Сборная Ирландии
- Кубок шести наций (2): 2014, 2015

## Деятельность вне регби
В свободное от регби время Киан Хили занимается музыкой под псевдонимом DJ Church. В 2010 и 2011 годах он принял участие в ирландском рок-фестивале Oxegen. В 2011 году в рамках сотрудничества с Adidas Хили нарисовал портреты своих партнёров по сборной Пола О’Коннелла, Джонатана Секстона, Брайана О’Дрисколла и Ронана О’Гара.